# لاري كروكت
لاري كروكت (بالإنجليزية: Larry Crockett) هو مهندس أمريكي، ولد في 23 أكتوبر 1926 في كامبريدج في الولايات المتحدة، وتوفي في 20 مارس 1955 في لانغهورن في الولايات المتحدة.